# Sverre Fehn
Sverre Fehn (Kongsberg, 14 de agosto de 1924 – Oslo, 23 de fevereiro de 2009) foi um arquiteto norueguês.

## Vida
Fehn nasceu em Kongsberg em Buskerud, Noruega. Ele era filho de John Tryggve Fehn (1894–1981) e Sigrid Johnsen (1895–1985). Ele recebeu sua educação em arquitetura na Escola de Arquitetura e Design de Oslo. Ele iniciou seu curso de estudos em 1946 e se formou em 1949. Entre outros instrutores, ele estudou com Arne Korsmo (1900–1968).
Em 1949, Fehn e o arquiteto Geir Grung (1926–1989) ganharam o concurso para o Edifício do Museu para as Coleções Sandvig em Maihaugen em Lillehammer. Em 1950, Fehn juntou-se ao PAGON (Progressive Architects Group Oslo, Noruega). O grupo, liderado por Arne Korsmo, tinha como objetivo implementar e divulgar a arquitetura moderna. 
Em 1952–1953, durante viagens ao Marrocos, ele descobriu a arquitetura vernácula, que influenciou profundamente seu trabalho futuro. Mais tarde mudou-se para Paris, onde trabalhou durante dois anos no estúdio de Jean Prouvé, e onde conheceu Le Corbusier. Em seu retorno à Noruega em 1954, ele abriu um estúdio próprio em Oslo.
Aos 34 anos, Fehn ganhou reconhecimento internacional por seu projeto do Pavilhão Norueguês na 1958 Brussels World Exhibition. Na década de 1960, ele produziu duas obras que permaneceram destaques em sua carreira: o Pavilhão Nórdico na Bienal de Veneza (1962) e o Museu Hedmark em Hamar (1967-1979). Outras obras notáveis incluem o Museu Norueguês do Glaciar em Fjærland (1991-2002) e o Museu Nacional de Arte, Arquitetura e Design de Oslo (2003-08).
Ele foi professor na Escola de Arquitetura de Oslo de 1971 a 1995 e diretor de 1986-1989. Ele também lecionou em toda a Europa, incluindo em Paris, Stuttgart e Barcelona. Ele também lecionou nos Estados Unidos na Cranbrook Academy of Art em Bloomfield Hills, Michigan, Cooper Unionn em Nova York e no Massachusetts Institute of Technology em Boston.

## Projetos
Fehn projetou mais de 100 edifícios; Alguns dos mais notáveis são:
- 1958 - Pavilhão da Noruega na Feira Mundial de Bruxelas, Bélgica
- 1962 - Pavilhão Nórdico na Bienal de Veneza, Itália
- 1963 - Villa Schreiner, Oslo
- 1963-64 - Villa Norrköping, Suécia
- 1967 - Casa Bødtker House, Oslo
- 1967-79 - Museu Hedmark em Hamar, Noruega
- 1990 - Villa Busk, Bamble
- 1991-2002 - Museu Glaciar Norueguês, Fjærland
- 1993-96 - Centro Aukrust em Alvdal
- 2000 - Ivar Aasen-tunet em Ørsta
- 2007 - Gyldendal House, Oslo
- 2003-08 - Museu Nacional de Arte, Arquitetura e Design, Oslo

## Galeria

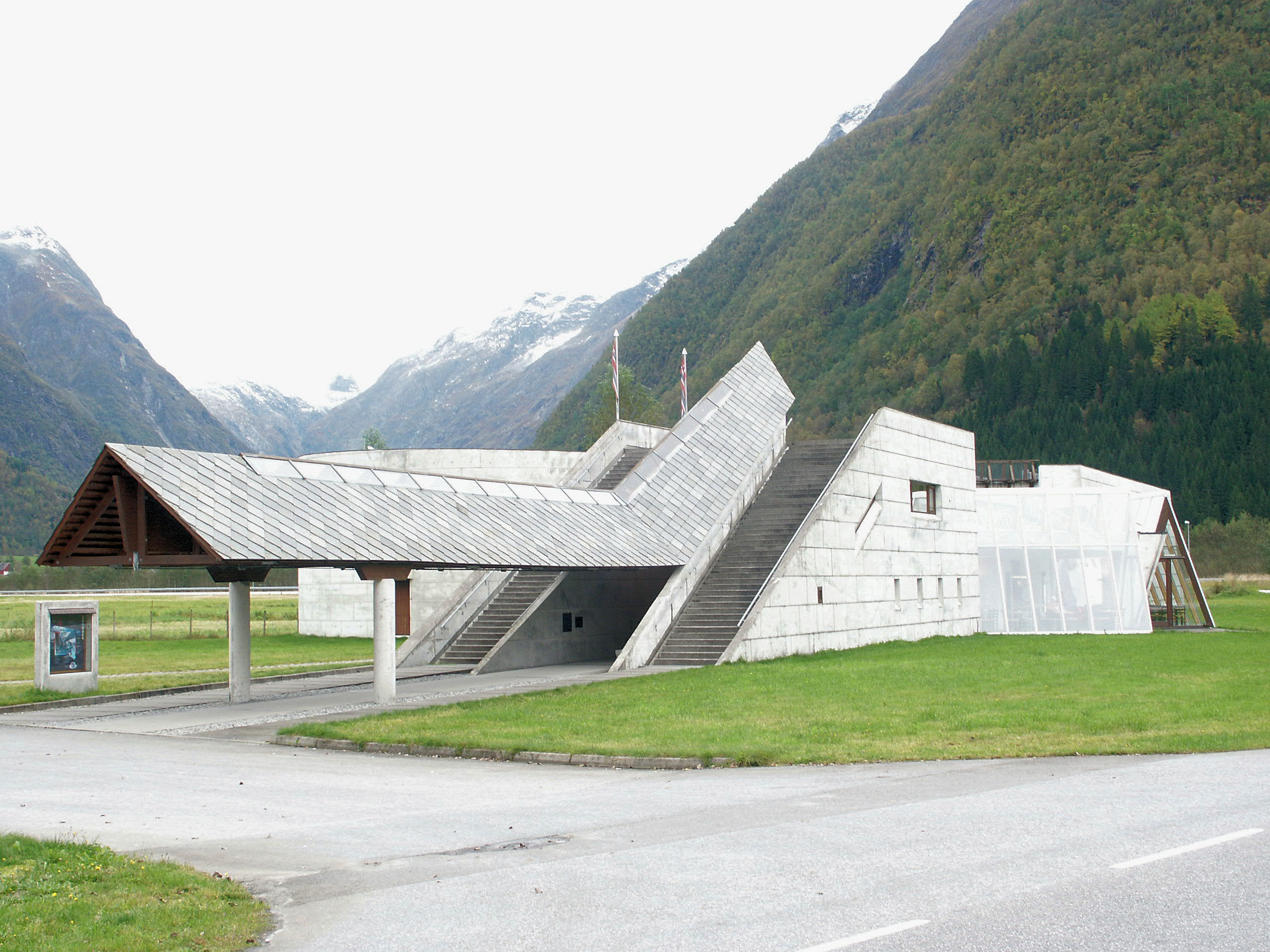
Museu da Geleira Norueguesa em Fjærland
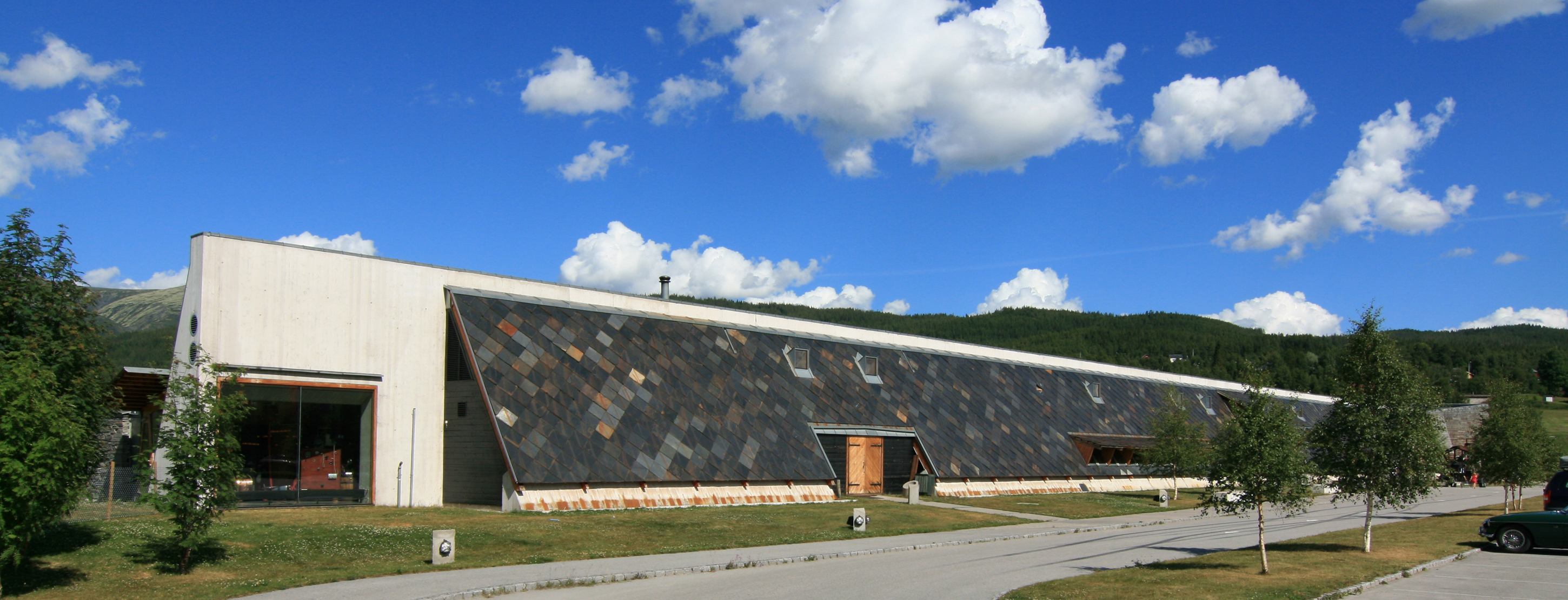
Centro Aukrust em Alvdal
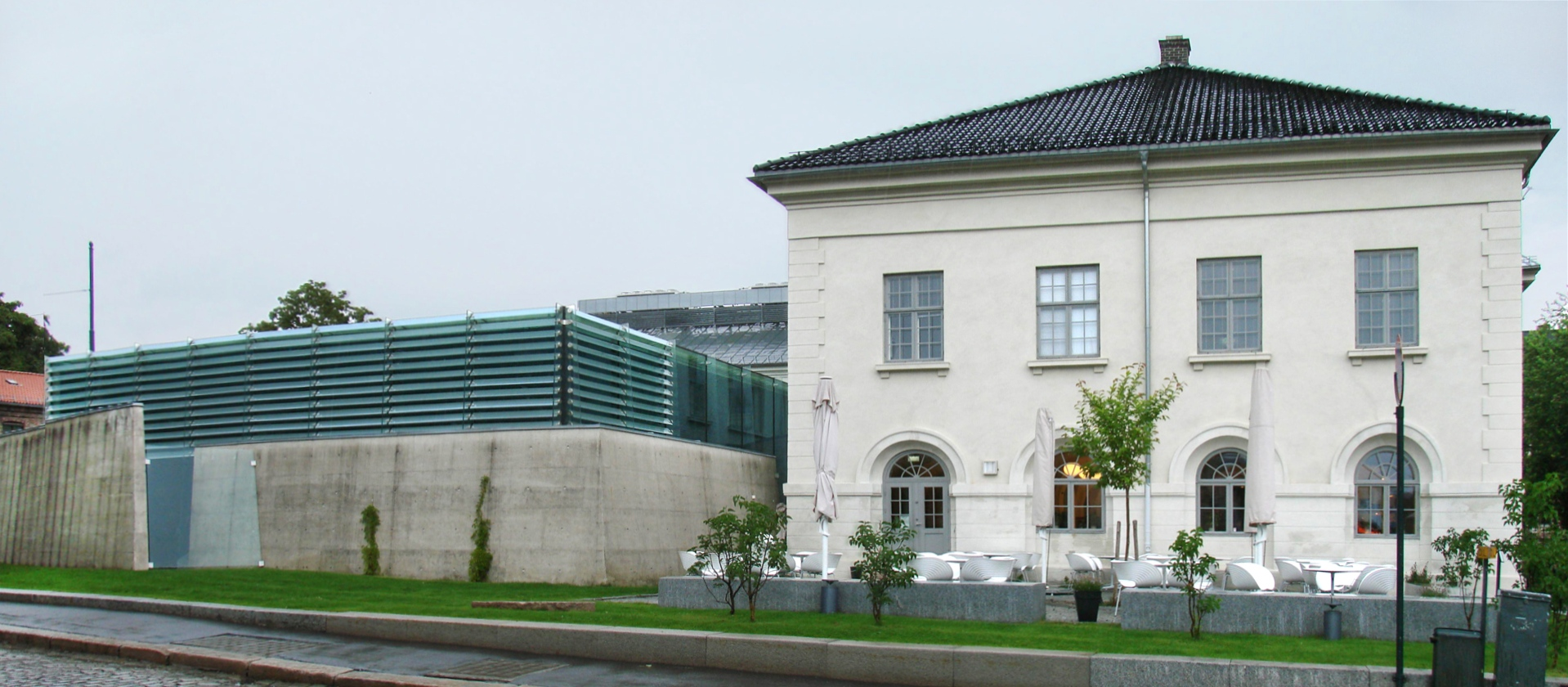
Museu Nacional de Arte, Arquitetura e Design
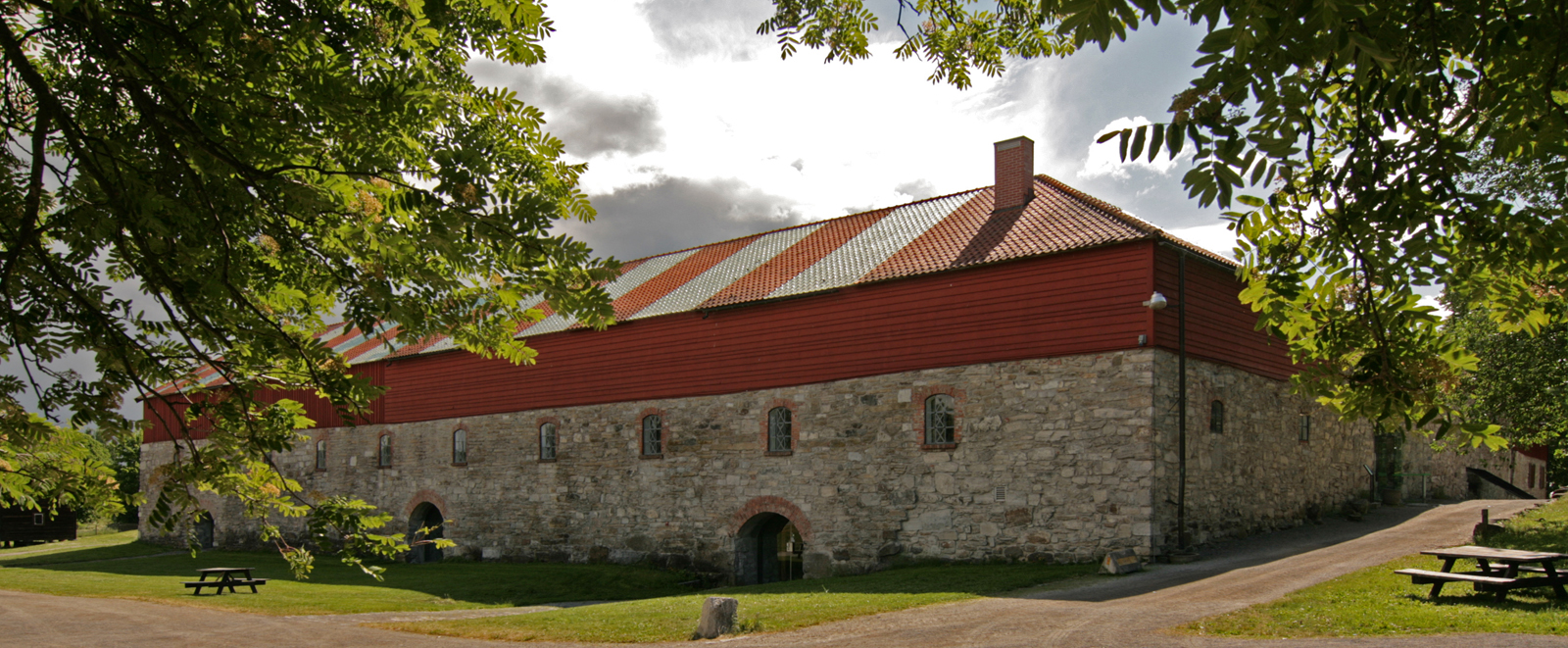
Celeiro Storhamar em Hedmark
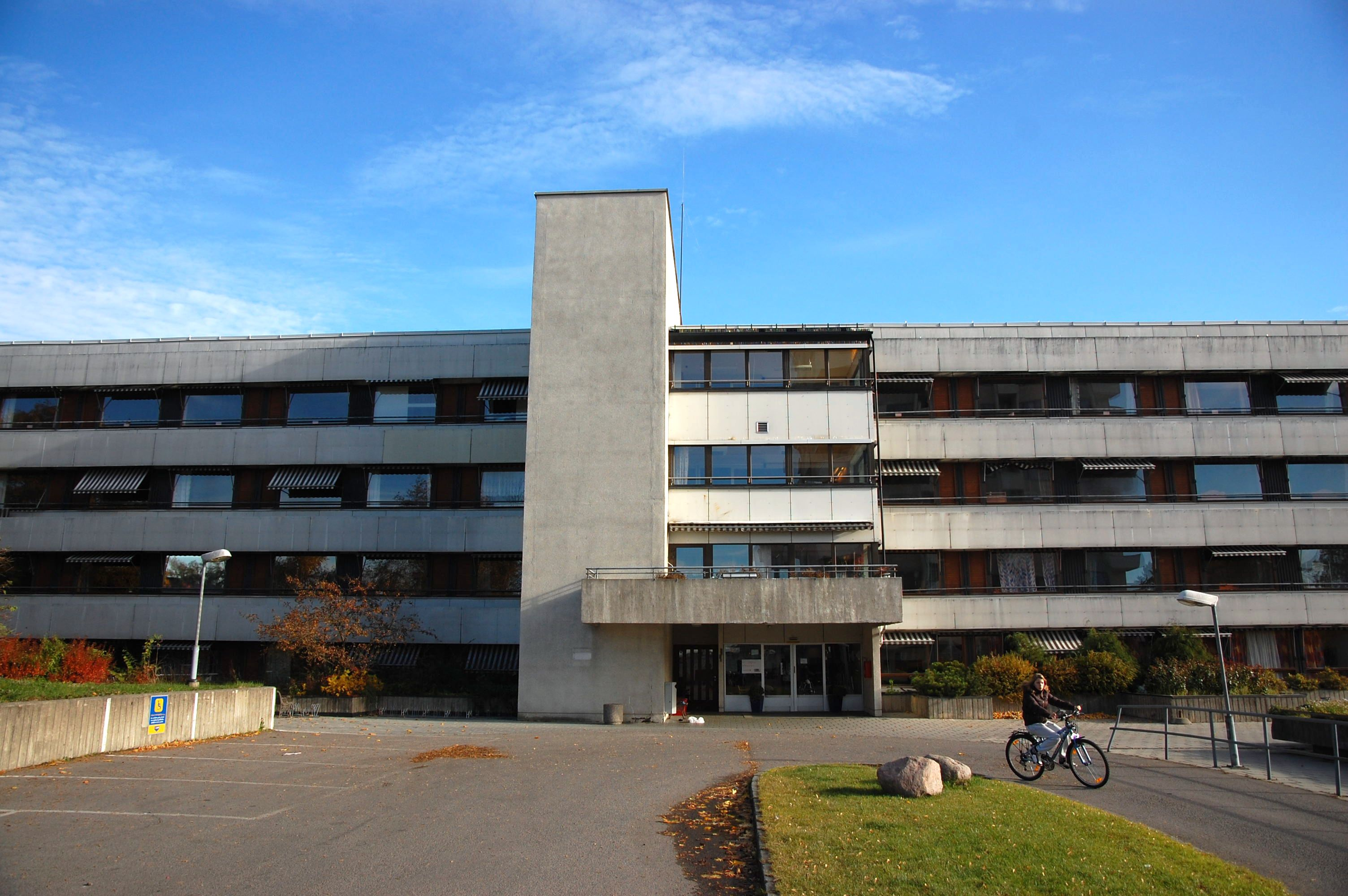
Casa de repouso Økern em Oslo